# Paulina Bałdyga
Paulina Bałdyga, född 24 juli 1996 i Ostrołęka, är en polsk volleybollspelare (passare) som spelar för Polskie Przetwory Pałac Bydgoszcz.

## Karriär
Bałdyga började spela volleyboll i OTPS Nike Ostrołęka och gick sedan till SMS PZPS Sosnowiec. Därefter blev det två säsonger i UMKS MOS Wola Warszawa. Mellan 2014 och 2017 spelade Bałdyga för KS Pałac Bydgoszcz och debuterade i högsta serien. Hon spelade därefter för Polski Cukier Muszynianka Muszyna och säsongen 2018/2019 för Grupa Azoty PWSZ Jedynka Tarnów. Inför säsongen 2019/2020 gick hon till Grot Budowlani Łódź.
Säsongen 2020/2021 spelade Bałdyga för Grupa Azoty Chemik Police och vann både polska mästerskapet och polska cupen. Inför säsongen 2021/2022 återvände Bałdyga till Polskie Przetwory Pałac Bydgoszcz efter att senast varit i klubben 2017.

## Klubbar
Juniorklubbar
- OTPS Nike Ostrołęka
- SMS PZPS Sosnowiec (?–2012)
- UMKS MOS Wola Warszawa (2012–2014)

Seniorklubbar
- KS Pałac Bydgoszcz (2014–2017)
- Polski Cukier Muszynianka Muszyna (2017–2018)
- Grupa Azoty PWSZ Jedynka Tarnów (2018–2019)
- Grot Budowlani Łódź (2019–2020)
- Grupa Azoty Chemik Police (2020–2021)
- Polskie Przetwory Pałac Bydgoszcz (2021–)

## Meriter

### Klubblag
Grupa Azoty Chemik Police
- Polska mästerskapet: 2021
- Polska cupen: 2021

### Landslag
- Ungdoms-EM: Guld 2013[7]